# Theresa Andrews
Theresa Andrews (n. 25 august 1962, New London, Connecticut, SUA) este o înotătoare americană, medaliată olimpică. A participat la o ediție a Jocurilor Olimpice (1984) în care a câștigat 3 medalii de aur.